# Bettina Hoffmann
Bettina Hoffmann (Düsseldorf, 1959) è una violoncellista, gambista e musicologa tedesca naturalizzata italiana.

## Biografia
Nata a Düsseldorf, studia il violoncello con Daniel Grosgurin alla scuola di musica di Mannheim, e si perfeziona in viola da gamba sotto la guida di Wieland Kuijken. Nel 1982 si trasferisce a Firenze, dove diventa membro dell'orchestra barocca Modo Antiquo e direttrice dell'ensemble medievale Modo Antiquo. Dà concerti nei maggiori festival di musica antica e teatri europei (Concertgebouw  Amsterdam, Festival d‘Ambronay, Holland Festival Oude Muziek Utrecht, Tage Alter Musik Herne, Maggio Musicale Fiorentino, Amici della Musica di Firenze, Società del Quartetto di Milano, Festival van Vlaanderen, Ambraser Schloßkonzerte Innsbruck, Europäische Festwochen Passau, Regensburger Tage Alter Musik, Teatro Municipal Santiago de Chile, Festival di Beaune etc.). Incide per Deutsche Grammophon, Naïve Records, CPO, Amadeus, Opus 111, Dynamic, Brilliant Classics, Tactus etc., per una discografia che conta attualmente più di 70 cd. Nel 1997 e nel 2000, con due CD di Modo Antiquo, ottiene la nomination ai Grammy Awards. Le sue incisioni di musica medievale sono sostenute dalla Westdeutscher Rundfunk Köln (WDR).
È autrice del volume La viola da gamba, compendio sulla storia dello strumento apparso nel 2010 presso l'editore L'Epos, e del Catalogo della musica solistica e cameristica per viola da gamba, pubblicato nel 2001 da LIM. Dedica ricerche alla storia dei suoi strumenti con articoli ed edizioni critiche pubblicati da Bärenreiter, Istituto Italiano Antonio Vivaldi, S.P.E.S., Laaber Verlag ed altri.
Bettina Hoffmann è docente di viola da gamba al Conservatorio «Giovanni Battista Martini» di Bologna e docente di viola da gamba e di musica d'insieme antica alla Scuola di Musica di Fiesole. Nel 2011 ha dato vita alla Giornata Italiana della Viola da Gamba, insignita dal Presidente della Repubblica Italiana Giorgio Napolitano della sua medaglia di rappresentanza.
È sposata con il direttore d'orchestra, compositore, disegnatore e flautista italiano Federico Maria Sardelli.

## Discografia (estratto)
- Marin Marais, Idées grotesques, suites per viola da gamba e basso continuo, Amadeus
- Diego Ortiz e Silvestro Ganassi, opere complete per viola da gamba, Tactus
- Johann Schenck, suite da Scherzi Musicali op. VI per viola da gamba e basso continuo, Dynamic
- Domenico Gabrielli, opera completa per violoncello, Tactus
- Girolamo Frescobaldi, Madrigali, incisione completa, Brilliant Classics, Frescobaldi edition
- Girolamo Frescobaldi, Arie musicali, incisione completa, Brilliant Classics, Frescobaldi edition
- Francesco Colombini, Concerti ecclesiastici e Mottetti concertati, Tactus
- Johann Sebastian Bach, Le sonate per viola da gamba e clavicembalo, Arts
- Secular Songs & Dances from the Middle Ages, Brilliant Classics
- Carmina Burana, Amadeus speciale, Westdeutscher Rundfunk Köln, Brilliant Classics
- La Musica dei Crociati, Amadeus Speciale, Westdeutscher Rundfunk Köln
- Dança Amorosa, Le danze italiane del medioevo, Opus 111, Westdeutscher Rundfunk Köln

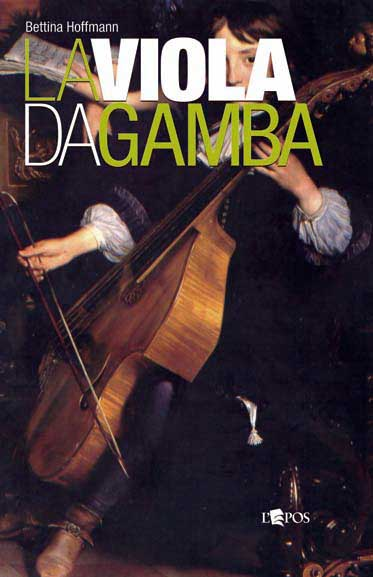
Bettina Hoffmann, «La viola da gamba», Palermo, L'Epos, 2010

## Pubblicazioni musicologiche
- Gli archi bassi di Antonio Vivaldi. Violoncello, contrabbasso e viola da gamba al suo tempo e nelle sue opere, Firenze, Olschki, 2020
- Lemmi Viola da gamba, Violoncello, Contrabbasso, in «Händel-Lexikon» (Händel-Handbuch, Vol. 6, herausgegeben von Hans Joachim Marx). Laaber, Laaber Verlag, 2011
- La viola da gamba, Palermo, L'Epos, 2010. nuova edizione: Bologna, Ut Orpheus, 2024.
- L'arte di suonare la viola da gamba. Metodo in musica, Milano, Carisch, ottobre 2010
- The Nomenclature of the Viol in Italy, in «The Viola da Gamba Society Journal», vol. 2, 2008, pp. 1–16
- Antonio Vivaldi, Opere per viola da gamba (viola all'inglese), Firenze, Edizione S.P.E.S., 2006
- 'Viola‘ – Gambe, Bratsche oder Cello? Probleme der Katalogisierung barocker Gambenmusik Italiens nach 1640, In «Viola da gamba und Viola da braccio. Symposium im Rahmen der 27. Tage Alter Musik in Herne 2002», Herausgeber Stadt Herne, Redaktion Christian Ahrens und Gregor Klinke, München, Salzburg, Verlag Katzbichler, 2006, pp. 179-201.
- Il violoncello all'inglese, in «Studi Vivaldiani», IV, 2004, pp. 43-52.
- Dal concerto alto al concerto basso: accordature delle viole da gamba nell'Italia del Cinquecento, in «Recercare», XVI, 2004, pp. 23-68.
- Katalog solistischer und kammermusikalischer Werke für Viola da gamba. Kriterien und Methode der Katalogisierung in Viola da gamba Baryton Arpeggione, Festschrift zum Symposium Alfred Lessing, Düsseldorf 2000, herausgegeben von Bernhard R. Appel und Johannes Boer, STIMU, novembre 2004, pp. 121-124
- Antonio Vivaldi, Le sonate per violoncello, edizione critica, Kassel, Bärenreiter Verlag, 2003
- Antonio Vivaldi, Le sonate per violoncello, edizione in facsimile di tutte le fonti, S.P.E.S., 2003
- Catalogo della musica solistica e cameristica per viola da gamba, Lucca, LIM, Libreria Musicale Italiana, Antiqua, 2001
- Domenico Gabrielli, L'opera completa per violoncello, edizione critica, Hortus Musicus, Bärenreiter-Verlag, 2001
- Silvestro Ganassi, Opere per viola da gamba, edizione moderna, Bologna, Ut Orpheus, 1998
- Georg Muffat, Regulae Concentuum Partiturae, edizione in facsimile e traduzione in italiano a cura di Bettina Hoffmann e Stefano Lorenzetti, Bologna, Associazione Clavicembalistica Bolognese editore, 1991